# 日本教育学会
一般社団法人日本教育学会（いっぱんしゃだんほうじん にほんきょういくがっかい、英称: The Japan Society for the Study of Education）は、教育や教育学にかかわる研究領域を対象とする日本国内で最大規模の学会である。2009年（平成21年）7月1日に一般社団法人となった。

## 概要
日本教育学会は、1947年（昭和22年）に初代会長である長田新の下で第二次世界大戦後に出発した。歴代の会長は、長田新、海後宗臣、梅根悟、細谷俊夫、大田堯、堀尾輝久、寺崎昌男、佐藤学と続いた。先代の会長は、東京大学名誉教授（元東京大学教育学部長）藤田英典。現在の会長は、日本大学文理学部教授（元東京大学教育学部教授）広田照幸。
毎年、8月に年次大会を開いている。会場は、日本全国の各地を巡回している。学会の活動は、その他に課題研究委員会と地区ごとの研究会がある。